# Czepiec ochronny

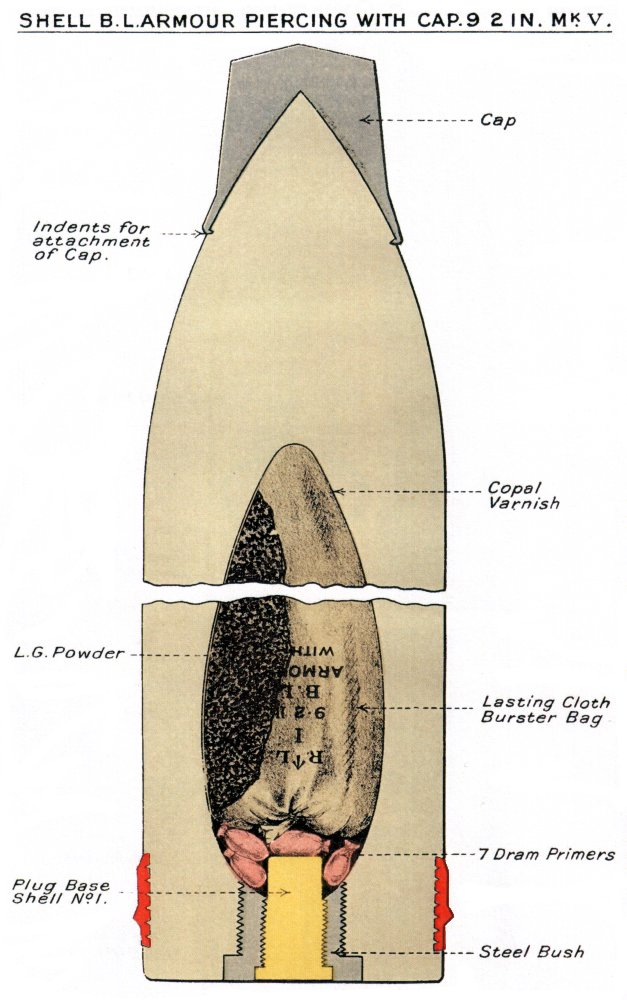
Przekrój brytyjskiego pocisku 234 mm z pocz. XX w. Na dziobie pocisku widoczny czepiec ochronny (cap, ciemnoszary)

Czepiec ochronny – element niektórych przeciwpancernych pocisków artyleryjskich, znajdujący się w jego przedniej, głowicowej części.

## Budowa
Czepiec ochronny to masywny element wykonany ze stali o innej twardości niż właściwy korpus pocisku. Ukształtowany jest w taki sposób, żeby przeciwdziałać odbijaniu się – rykoszetowaniu pocisku od pancerza przy uderzeniach skośnych. Zabezpiecza on też właściwy korpus przed jego popękaniem przy uderzeniu w zewnętrzną, czasami utwardzoną powierzchniowo część pancerza. Czepiec ochronny narusza zewnętrzną warstwę pancerza ulegając przy tym zniszczeniu. Przez osłabienie pancerza ułatwiał on przebicie pancerza przez korpus pocisku.